# Bargajaure
Bargajaure är en sjö i Arjeplogs kommun i Lappland och ingår i Skellefteälvens huvudavrinningsområde. Sjön har en area på 0,351 kvadratkilometer och ligger 671,2 meter över havet. Bargajaure ligger i Pieljekaise Natura 2000-område.

## Delavrinningsområde
Bargajaure ingår i det delavrinningsområde (736224-154435) som SMHI kallar för Inloppet i Badje-Bieljaure. Medelhöjden är 742 meter över havet och ytan är 26,81 kvadratkilometer. Det finns inga avrinningsområden uppströms utan avrinningsområdet är högsta punkten. Bieljaurjåkkå som avvattnar avrinningsområdet har biflödesordning 2, vilket innebär att vattnet flödar genom totalt 2 vattendrag innan det når havet efter 317 kilometer. Avrinningsområdet består mestadels av skog (57 procent) och kalfjäll (38 procent). Avrinningsområdet har 0,8 kvadratkilometer vattenytor vilket ger det en sjöprocent på 3 procent.